# Cloven Hoof
Cloven Hoof est un groupe britannique de heavy metal, originaire de Wolverhampton, West Midlands. Actif au cours des années 1980, le groupe est considéré au départ comme partie intégrante de la NWOBHM, mais s'en éloigne peu à peu au milieu de la décennie, pour se tourner vers le power metal.
Cloven Hoof, littéralement traduit par « sabot fourchu » (métaphore désignant le diable) en français, se reforme en début de millénaire avec de nouveaux musiciens, après une pause d'une dizaine d'années. Le bassiste Lee Payne demeure le seul membre originel, et figure donc sur tous les enregistrements de Cloven Hoof.

## Historique

### 1979–1990
Le groupe est formé en 1979. Le nom de scène des quatre membres s'inspire de quatre éléments naturels : David « Water » Potter, Steve « Fire » Rounds, Lee « Air » Payne, et Kevin « Earth » Poutney. La formation enregistre une démo en 1982, l'EP The Opening Ritual. Le quatuor est rapidement signé chez Neat Records, label de Newcastle upon Tyne spécialisé dans le metal (White Spirit, Raven (groupe), Blitzkrieg, Venom, Tygers of Pan Tang, Persian Risk..., sont quelques autres noms ayant été sous contrat chez cet éditeur). Un mini-album recelant leur premier succès, Gates of Gehenna, paraît à l'été 1982. Cette chanson, par sa rhétorique guerrière, peut évoquer certains groupes américains contemporains, tels que Manowar ou Iced Earth.
Le véritable décollage se produit deux ans après avec l'auto-intitulé Cloven Hoof. Confirmation du style, y figurent les classiques Nightstalker, Crack the Whip et Laying Down the Law. Le premier album studio du groupe, Cloven Hoof est publié en 1986. Rob Kendrick, guitariste accompli ayant connu une certaine renommée avec le groupe blues rock Trapeze dans les années 1970, occupe le poste de chanteur. Il ne s'éternise pas et Lee Payne, à la suite de problèmes contractuels récurrents, dissout son groupe quelques années après.

### 2000–2009
Cloven Hoof, dans une nouvelle configuration, enregistre et tourne depuis le début des années 2000, dans de nombreux festivals. En été 2001, Lee Payne lance une nouvelle incarnation de Cloven Hoof. Le groupe fait une apparition au festival Keep It True II de Tauberfrankenhalle, en Lauda-Königshofen, Allemagne, le 10 avril 2004. Eye of the Sun est enregistré et publié en 2006, avec l'aide de Matt Moreton au chant, Andy Shortland à la guitare, et Lynch Radinsky à la batterie. Tom Galley produira l'album. En 2007, le groupe joue son premier concert à Londres, depuis 16 ans.
Une compilation de chansons rééditées, The Definitive Part One, est publiée au début de 2008,, qui suit d'un nouvel EP, intitulé Throne of Damnation, est annoncé pour 2010. En 2008, Cloven Hoof se joint au festival Metal Brew de Mill Hill avec Pagan Altar. Les deux groupes jouent au festival British Steel IV au Camden Underworld en 2009. Le 27 juin 2009, Cloven Hoof participe au festival Bang Your Head !!! de Balingen, en Allemagne, jouant notamment aux côtés de W.A.S.P., U.D.O., Blind Guardian et Journey,. La chanson Nightstalker, issue du premier album du groupe, est incluse dans le jeu vidéo Brütal Legend, sorti en 2009.

### Depuis 2010
Au début de 2010, après le départ de Russ North en 2009, Matt Moreton est recruté au chant pour l'EP Throne of Damnation. Moreton quitte peu après le groupe à cause de problèmes de santé. Le 13 décembre 2010, Cloven Hoof publie son premier DVD, A Sultan's Ransom - Video Archive, qui contient des vidéos en coulisse de leur concert en 1989 au centre d'art de Lichfield et deux vidéoclips des chansons Mad, Mad World et Highlander, issues de A Sultan's Ransom.
2011 assiste à la reconstruction du groupe par Lee Payne ; celui-ci recrute le guitariste Joe Whelan des groupes Dementia et le guitariste Chris Coss de UK/DC, ainsi que le batteur Mark Gould et Ash Cooper au chant. Russ North fausse compagnie à Cloven Hoof en juillet 2012, après une prestation controversée à Chypre. Mark Gould quitte le groupe en 2012, et Jake Oseland le remplace un temps à la batterie pour les tournées en 2013. La formation du groupe en 2013 est annoncée pour une tournée britannique avec Jameson Raid et Hollow Ground au Wolverhampton Civic Hall le 30 mars 2013. Le 27 avril 2013, Cloven Hoof joue au Parkhotel Hall de Tirol, en Autriche. Le 23 juin 2013, Cloven Hoof joue au festival R-Mine en Belgique, avec Hell, Tygers of Pan Tang et Tank. Il suit d'une apparition au festival Heavy Metal Night 6 en Italie le 21 septembre 2013. En 2014, Cloven Hoof est annoncé au Sweden Rock Festival, avec Black Sabbath et Alice Cooper. Une apparition au festival Power and Glory à Hatfield est annoncé pour le 23 août 2014.

## Membres

### Membres actuels
- Lee Payne – basse, chant (1979-1990, depuis 2001)[4]
- Joe Whelan – guitare solo (depuis 2011), chant solo (depuis 2012)[4]
- Chris Coss – guitare rythmique, chœurs (depuis 2011)[4]
- Jake Oseland – batterie (depuis 2012)[4]
- Luke Hatton – guitare solo (depuis 2014)[4]

### Anciens membres
- Kevin Pountney – batterie (1979-1987)[4]
- Steve Rounds – guitare (1979-1987)[4]
- Mick Grafton – guitare (1979-?)[4]
- Steve Sammon – chant (1979-1981)[4]
- David Potter – chant (1981-1985)[4]
- Karl Johnson – chant (1985)[4]
- Derek Hodd – chant (1985)[4]
- Rob Kendrick – chant (1986-1987)[4]
- Richard Wilson – batterie (1987)[4]
- Jon Brown – batterie (1987-1990, 2004, 2007-2010)[4]
- Andy Wood – guitare (1987-1990, 2004)[4]
- Russ North – chant (1987-1990, 2004, 2006-2009, 2010-2011, 2011-2012)[4]
- Lee Jones – guitare (1989-1990)[4]
- Roy Chudobskyi – guitare (2004, 2006)[4]
- Lynch Radinsky – batterie (2005-2006)[4]
- Andy Shortland – guitare (2005-2006)[4]
- Matt Moreton – chant (2005-2006, 2010)[4]
- Simon Heywood – batterie (2007)[4]
- Ben Read – guitare solo (2007-2010)[4]
- Mick Powell – guitare rythmique, clavier (2007, 2008, 2009-2010)[4]
- Christian Horton – guitare (2008-2009)[4]
- Mark Gould – batterie (2011-2012)[4]
- Peter Baker – clavier (2011-2013)[4]
- Ash Cooper – chant (2011)[4]

## Discographie
- 1982 : The Opening Ritual (EP)
- 1984 : Cloven Hoof
- 1986 : Fighting Back (live)
- 1988 : Dominator
- 1989 : A Sultan's Ransom
- 2006 : Eye of the Sun
- 2008 : The Definitive Part One (compilation)
- 2010 : Throne of Damnation (EP)
- 2014 : Resist or Serve
- 2017 : Who Mourns for the Morning Star?